# Lepidonotus pustulatus
Lepidonotus pustulatus är en ringmaskart som beskrevs av Thomas Henry Potts 1910. Lepidonotus pustulatus ingår i släktet Lepidonotus och familjen Polynoidae. Inga underarter finns listade i Catalogue of Life.